# Паучиха
«Паучиха» (англ. The Spider Woman, 1943) — американский художественный фильм Роя Уильяма Нила, из серии фильмов посвященных приключениям Шерлока Холмса и доктора Ватсона с участием Бэйзила Рэтбоуна, Найджела Брюса. Фильм включает в себя элементы романа Артура Конана Дойла «Знак четырёх», а также фрагменты его рассказов «Шерлок Холмс при смерти», «Последнее дело Холмса», «Пустой дом», «Дьяволова нога» и «Пёстрая лента».

## Сюжет
Чтобы расследовать серию загадочных самоубийств, Холмс инсценирует собственную гибель. Он устанавливает, что все жертвы были богатыми игроками и знакомыми Адреи Спеддинг, после их смерти получавшей деньги по страховке.

## В ролях
- Бэзил Рэтбоун / Шерлок Холмс
- Найджел Брюс / доктор Ватсон
- Гейл Сондергард / Адреа Спеддинг
- Вернон Даунинг / Норман Локк
- Деннис Хой / инспектор Лестрейд
- Алек Крейг / Радлик
- Артур Хол / Адам Гилфлауэр
- Мэри Гордон / миссис Хадсон

В титрах не указаны
- Анджело Росситто / Обонго, пигмей
- Гарри Кординг / Фред Гарвин